# Carenas (kommunhuvudort)
Carenas är en kommunhuvudort i Spanien.   Den ligger i provinsen Provincia de Zaragoza och regionen Aragonien, i den centrala delen av landet, 190 km nordost om huvudstaden Madrid. Carenas ligger 658 meter över havet och antalet invånare är 244.
Terrängen runt Carenas är huvudsakligen kuperad, men åt sydost är den platt. Carenas ligger nere i en dal. Runt Carenas är det glesbefolkat, med 9 invånare per kvadratkilometer. Närmaste större samhälle är Calatayud, 15,4 km nordost om Carenas. Omgivningarna runt Carenas är i huvudsak ett öppet busklandskap.